# HMS Västergötland (Vgd)
HMS Västergötland (Vgd) var en ubåt i den svenska marinen. Den var det första fartyget i Västergötland-klassen där också ubåtarna HMS Hälsingland, HMS Södermanland och HMS Östergötland ingick.

## Prestanda
Ubåtskonstruktionen kombinerade de bästa egenskaperna från HMS Sjöormen och HMS Näcken. Ubåtar av Västergötland-klass hade större ubåtsjaktkapacitet än tidigare klasser bland annat beroende på att de var utrustade med en ny modern ubåtsjakttorped.

## Uppgradering och omklassning
I Västergötland-klassen ingick ubåtarna Södermanland och Östergötland. Efter betydande uppgraderingar klassades dessa två ubåtar om till en ny Södermanland-klass.

## Besparingar, avveckling, försäljning och export
I och med försvarsbeslutet 2004 skulle antalet ubåtar minskas till fyra. Under 2005 tecknades ett avtal mellan Sverige och Singapore om att sälja Hälsingland och Västergötland till singaporianska flottan. Detta köp fullbordades 2011-2013. Västergötland heter numera RSS Swordsman.

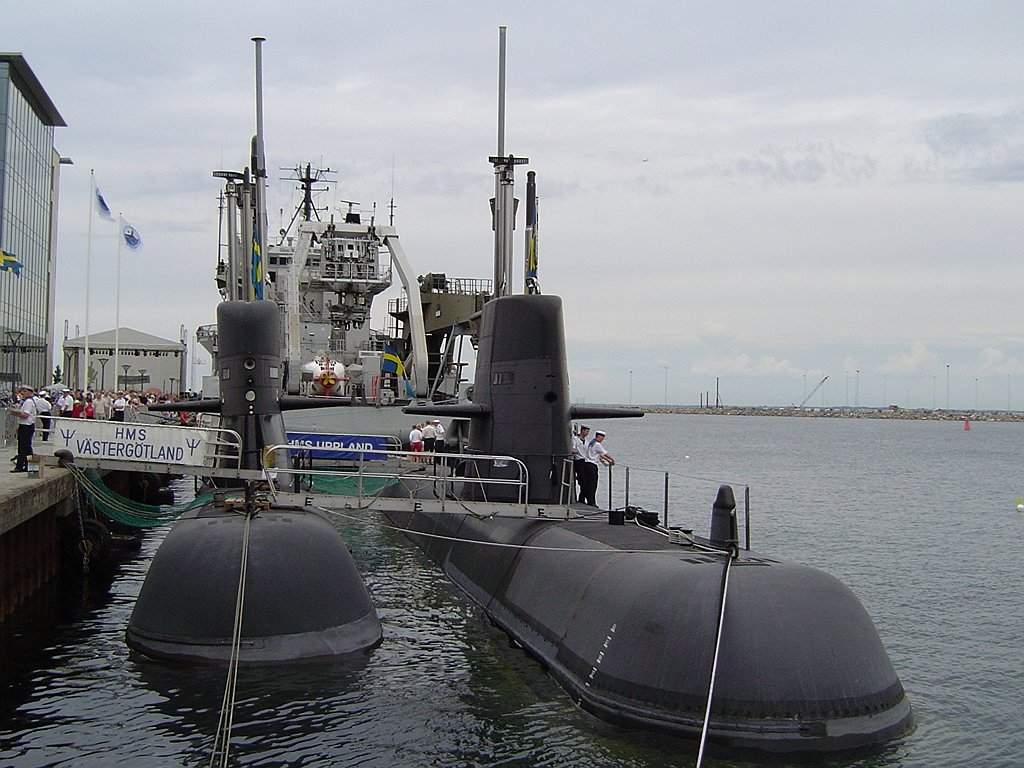
HMS Västergötland och vid flottbesök i Malmö 2003. I bakgrunden.